# Lindenberg, Mecklenburgische Seenplatte
Lindenberg là một đô thị thuộc huyện Mecklenburgische Seenplatte (trước thuộc Vorpommern-Greifswald (trước thuộc Demmin)), bang Mecklenburg-Vorpommern, Đức. Đô thị Lindenberg, Demmin có diện tích 13,03 km², dân số thời điểm ngày 31 tháng 12 năm 2006 là 272 người.